# Ministry of Works (Neuseeland)
Das Ministry of Works (Māori: Te Tāhuhu o te Mātauranga), ursprünglich 1870 als Department of Public Works in Neuseeland gegründet, erfuhr über die Jahre hinweg einige Wechsel in Bezug auf Zuständigkeiten, Ausgliederungen, Namensänderungen und schließlich die Auflösung im Jahr 1988.

## Geschichte
Am 28. Juni 1870 präsentierte Julius Vogel als Finanzminister der Regierung von William Fox dem House of Representatives einen Finanzplan für ein ehrgeiziges Projekt. Seine Idee war, mit Hilfe von Einwanderern das Straßen- und Schienensystem des Landes auszubauen und mit der damit einhergehenden Verbesserung der Verkehrsinfrastruktur des Landes, die Basis für einen wirtschaftlichen Aufschwung zu legen. Noch im selben Jahr gründete man für die Durchführung des Vorhabens das Department of Immigration und das Department of Public Works.
1928 wurde mit dem Public Works Act das Department of Public Works mit dem Ministry of Works zusammengelegt und 1973 in Ministry of Works and Development umbenannt. Mit Inkrafttreten des Ministry of Works and Development Abolition Act am 1. April 1988, löste man das Ministerium mit seinen Behörden auf und beauftragte mit der Abwicklung, die bis zum Jahr 1990 dauerte, den Minister of Lands.
Das Ministry of Works and Development wurde in eine Consultancy Division und eine Civil Works Division (deutsch: Beratungsabteilung und Abteilung für öffentliche Arbeiten) aufgeteilt und in die Works and Development Services Corporation (NZ) Limited, einem State-Owned Enterprise (SOE) Neuseelands, welches am 28. März 1988 eigens dafür gegründet wurde, überführt. Mit Gründung der Works Consultancy Services am 18. Februar 1991 wurde die Beratungsabteilung das neue Tochterunternehmen überführt und im November 1996 schließlich an Kinta Kellas aus Malaysia verkauft. Am 8. April 1997 firmierte man das Unternehmen um. Es wird seitdem unter dem noch heute gültigen Namen Opus International Consultants geführt. Die Abteilung für öffentliche Arbeiten wurde am 18. Februar 1991 ebenfalls in ein Tochterunternehmen überführt und Works Civil Construction genannt. Über mehrere Umfirmierungen und dem Verkauf im Jahr 1996 wird diese Sparte heute noch unter dem Unternehmen Downer EDI Works geführt.

## Namhafte Projekte zwischen 1870 und 1988

### Eisenbahnprojekte
Unter dem Public Works Act von 1876 wurde dem Department of Public Works bis 1880 der Bau und der Betrieb des Neuseeländischen Schienennetzes verantwortlich übertragen. Ab 1880 wurde diese Verantwortung teilweise dem neu gegründeten Railways Department übergeben. Noch im Bau befindliche Strecken wurden weiterbetrieben und dem Railways Department als Dienstleistung angeboten. Das Department of Public Works bekam dafür Lokomotiven und Waggons vom Railways Department übertragen. Kleinere Strecken, wie zum Beispiel die 6,4 km lange Nebenstrecke vom Kurow Branch zu einem am Waitaki River liegenden Staudammprojekt wurden in eigener Regie unter anderem auch für Personentransport und Besichtigungstouren zum Damm geführt. Die Strecke wurde im April 1937 stillgelegt und demontiert.
Weitere Projekte:
- Raurimu-Spirale, 1898
- North Island Main Trunk Railway, 1908 fertiggestellt
- East Coast Main Trunk Railway, 1928 fertiggestellt
- Eastern Line in Auckland, 1929 fertiggestellt
- Auckland Railway Station, 1930
- Stratford-Okahukura Line, 1932 fertiggestellt
- Wellington-Porirua Line, 1935 fertiggestellt
- Rimutaka-Tunnel, Eisenbahntunnel, 1955 fertiggestellt
- Kaimai-Tunnel, Eisenbahntunnel, 1978 fertiggestellt

### Militärprojekte
- Den gepanzerten Kettenschlepper Bob Semple Tank, 1941
- Die Hangars für die Royal New Zealand Air Force in Ohakea und Whenuapai, 1939 fertiggestellt
- Die Verteidigungsinstallation von Stony Batter, 1944
- Die Küstenartilleriestellung Wrights Hill Fortress nahe Wellington, 1943

### Wasserkraftprojekte
- Waitaki Dam, 1935 fertiggestellt
- Tekapo A, 1951 fertiggestellt
- Clyde Dam, 1989 fertiggestellt